# Pena capital en Kenia
La pena capital ha sido practicada en Kenia desde antes de su independencia, y aún permanece dentro de la jurisdicción del país. Desde 1987, no se han llevado ejecuciones en el país, cuándo Hezekiah Ochuka y Pancras Oteyo Okumu fueron ahorcados por el delito de traición.
En 2009, Kenia conmutó todas las sentencias de muerte a cadena perpetua, que afectó a 4 000 reclusos condenados a muerte. Esta acción fue realizada para que los prisioneros pudieran trabajar, algo que estaba privado para los reos.
A pesar de la carencia de ejecuciones, la pena de muerte todavía se cumplen Kenia. En julio de 2013, Ali Babitu Kololo fue sentenciado a muerte por su participación en el secuestro y homicidio de dos turistas británicos, y en 2014, una enfermera recibió la misma sentencia por haberle realizado un aborto a una mujer que posteriormente falleció.

## Historia
La pena capital fue introducida en Kenia en 1893, por el gobierno colonial británico; la práctica no era común en las comunidades precoloniales, puesto que otorgaban un alto valor a la vida humana. En general, las comunidades africanas no imponían la pena de muerte a un individuo, a menos que fuera un delincuente que reiteradamente "se hubiera vuelto peligroso más allá de los límites de resiliencia de sus colegas". Cuando se introdujo el Código Penal por los británicos, se aplicó la pena capital por los delitos de homicidio, traición y asalto a mano armada. Durante la Rebelión del Mau Mau, se registra que el gobierno colonial británico ejecutó a 1 090 personas.
Tras el fallido intento de golpe de Estado de 1982, Hezekiah Ochuka, Pancras Oteyo Okumu y otros dos autores intelectuales del incidente, fueron acusados de traición, condenados a muerte, y posteriormente ejecutados en la horca. Fueron las últimas personas en ser ejecutadas en Kenia.
En 2010, la Corte de Apelaciones derogó la pena de muerte por el delito de homicidio en el caso Mutiso vs la República, siendo la tercera corte africana del derecho anglosajón en tomar esta decisión.
En 2016, el presidente Uhuru Kenyatta conmutó las sentencias de muerte de 2747 reclusos por cadena perpetua, como lo había hecho el expresidente Mwai Kibaki 7 años atrás, en donde conmutó 4 000 condenados a muerte por prisión de por vida.